# Кишкань, Владимир Петрович

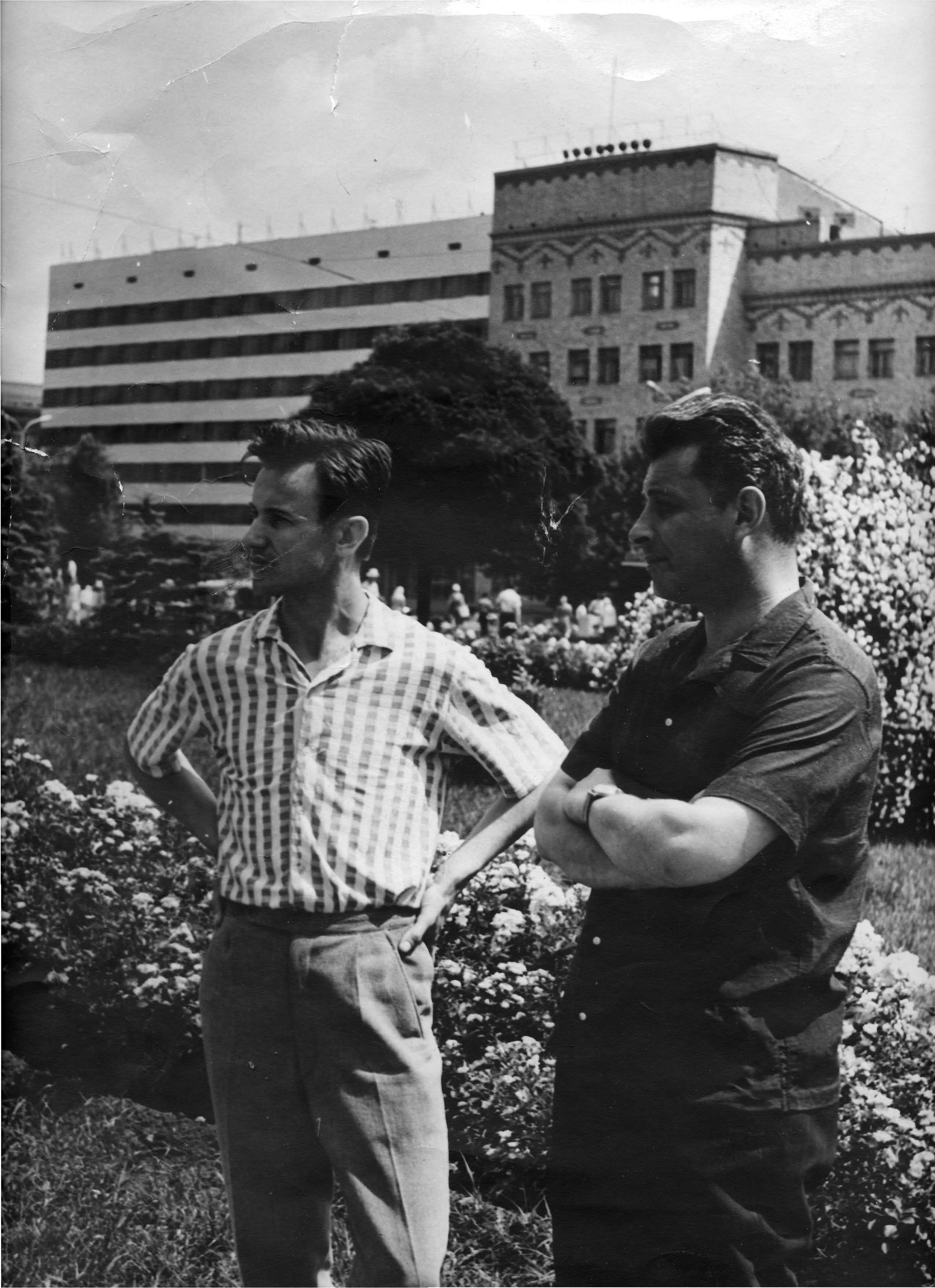
В городе, облик которого создавал

Владимир Петрович Кишкань (1 января 1933 — 26 марта 2008) — архитектор, главный архитектор Донецка (1967-1989 гг.). Заслуженный архитектор Украинской ССР (1987),  Лауреат государственной премии СССР за ландшафтную архитектуру Донецка (1978) Награждён медалью «За трудовую доблесть» (Указ Президиума Верховного Совета СССР от 25 августа 1971 г. З №199579). 
Опубликовал ряд книг по архитектуре Донецка. 
Закончил Киевский художественный институт в 1958 г. В период 1958-1967 работал в Донецком филиале проектного института "Гипроград" (позже "Донбассгражданпроект").

## Избранные реализованные проекты
Руководил разработкой Генерального плана развития города Донецка в 1970-х.
Принял участие в создании нескольких памятников Донецка
- ландшафтная архитектура центра Донецка (1970-1975).
- планировочные решения жилого микрорайона "Текстильщик" (1975).
- 1984 — монумент «Твоим освободителям, Донбасс» (скульпторы Балдин Юрий Иванович, А. Н. Порожнюк, архитекторы В. П. Кишкань и М. Я. Ксеневич, инженер-конструктор Райгородецкий Е. Л.).
- 1990 — памятный знак в честь журналистов и писателей, погибших в Великой Отечественной войне (скульптор Балдин Юрий Иванович, архитектор В. П. Кишкань).

Выполнил архитектурную часть при разработке мемориальных досок для писателя В. Гроссмана и Героя Советского Союза Ю. Двужильного.